# Îlot du Sud
L'îlot du Sud (en portugais : Ilhéu do Sul) est un îlot situé dans l'archipel des îles Selvagens, à Madère, au Portugal.

## Géographie

### Situation
L'îlot est situé dans ce que les portugais nomment les « îles sauvages », soit l'archipel des Selvagens. Ces nombreuses îles forment distinctivement deux groupes, celui du nord-est nommé « grupo Nordeste », et celui du sud-ouest nommé « grupo Sudoeste ». C'est dans ce dernier, avec Selvagem Pequena (dont l'îlot est distant de 700 mètres), Ilhéus do Norte, Ilhéu Redondo, Ilhéu Comprido, Ilhéu Alto, Ilhéu de Fora, Ilhéu Pequeno et Ilhéu Grande, que l'îlot du Sud, en portugais Ilhéu do Sul, se situe.

### Description
L'îlot se situe dans un isobathe de vingt mètres et son altitude est de cinq mètres.